# Galina Kułakowa
Galina Aleksiejewna Kułakowa (ros. Галина Алексеевна Кулакова, ur. 29 kwietnia 1942 w miejscowości Łogaszy w Udmurckiej ASRR) – rosyjska biegaczka narciarska reprezentująca Związek Radziecki, ośmiokrotna medalistka olimpijska, ośmiokrotna medalistka mistrzostw świata oraz zdobywczyni Pucharu Świata.

## Kariera
Igrzyska olimpijskie w Grenoble w 1968 r. były jej olimpijskim debiutem. Zdobyła tam srebrny medal w biegu na 5 km stylem klasycznym, ulegając jedynie Szwedce Toini Gustafsson. Ponadto wraz z Alewtiną Kołcziną i Ritą Aczkiną wywalczyła brązowy medal w sztafecie 3 × 5 km. Najlepsze wyniki osiągnęła podczas igrzysk olimpijskich w Sapporo w 1972 r. Triumfowała tam w obu indywidualnych biegach kobiet (5 i 10 km), a wspólnie z Alewtiną Oliuniną i Lubow Muchaczową zdobyła złoto także w sztafecie 3 × 5 km. Podczas igrzysk olimpijskich w Innsbrucku w 1976 r. zajęła 3. miejsce w biegu na 5 km, ale została zdyskwalifikowana za użycie lekarstwa do nosa zawierającego efedrynę, co uznano za doping. Zarówno MKOl, jak i FIS dopuściły Kułakową do dalszych zawodów, w których zdobyła 2 medale: brązowy w biegu na 10 km stylem klasycznym oraz złoty w sztafecie. Reprezentantki ZSRR pobiegły tam w składzie: Nina Fiodorowa, Zinaida Amosowa, Raisa Smietanina i Galina Kułakowa. Swój ostatni medal olimpijski zdobyła w wieku 37 lat na igrzyskach olimpijskich w Lake Placid w 1980 r. Razem z Niną Bałdyszewą, Niną Roczewą i Raisą Smietaniną zajęła 2. miejsce w sztafecie 4 × 5 km. Jej najlepszym indywidualnym wynikiem było 5. miejsce w biegu na 10 techniką klasyczną.
W 1970 r. startowała na mistrzostwach świata w Wysokich Tatrach. Zdobyła tam złote medale w sztafecie i biegu na 5 km, a w biegu na 10 km wywalczyła brązowy medal, wyprzedziły ja jedynie zwyciężczyni Alewtina Olunina oraz druga na mecie Marjatta Kajosmaa z Finlandii. Sztafeta radziecka wystąpiła w składzie Nina Fiodorowa, Alewtina Olunina i Galina Kułakowa. Cztery lata później, podczas mistrzostw świata w Falun triumfowała we wszystkich konkurencjach. W sztafecie w wywalczeniu złotego medalu pomogły jej Nina Bałdyszewa, Nina Seliunina i Raisa Smietanina. Podczas mistrzostw świata w Lahti w 1978 r. zdobyła kolejne dwa medale. Wspólnie z Niną Roczewą, Zinaidą Amosową i Raisą Smietaniną wywalczyła brązowy medal w sztafecie. Ponadto na tych samych mistrzostwach zdobyła także srebrny medal w biegu na 20 km techniką klasyczną, przegrywając jedynie ze swą rodaczką Amosową. Mistrzostwa świata w Oslo w 1982 r. były ostatnimi w jej karierze. Reprezentantki ZSRR w składzie Lubow Ladowa, Lubow Zabołocka, Raisa Smietanina i Galina Kułakowa zdobyły srebrny medal w sztafecie. Najlepszym indywidualnym wynikiem Kułakowej na tych mistrzostwach było 5. miejsce w biegu na 20 km techniką klasyczną.
Zwyciężyła w klasyfikacji nieoficjalnego Pucharu Świata w sezonie 1978/1979. Dwukrotnie zwyciężyła w biegu na 10 km podczas Festiwalu Narciarskiego w Holmenkollen (w latach 1970 i 1979). Trzydzieści dziewięć razy była mistrzynią ZSRR (w latach 1969-1981). Została uhonorowana Orderem Lenina oraz srebrnym Medalem Olimpijskim. Zakończyła karierę w 1982 r.

## Osiągnięcia

### Igrzyska olimpijskie
| Miejsce | Dzień     | Rok  | Miejscowość | Konkurencja             | Czas biegu | Strata   | Zwyciężczyni     |
| ------- | --------- | ---- | ----------- | ----------------------- | ---------- | -------- | ---------------- |
| 6.      | 9 lutego  | 1968 | Grenoble    | 10 km stylem klasycznym | 36:46,5    | +1:40,2  | Toini Gustafsson |
| 2.      | 13 lutego | 1968 | Grenoble    | 5 km stylem klasycznym  | 16:45,2    | +3,2     | Toini Gustafsson |
| 3.      | 16 lutego | 1968 | Grenoble    | Sztafeta 3 × 5 km       | 57:30,0    | +43,6    | Norwegia         |
| 1.      | 6 lutego  | 1972 | Sapporo     | 10 km stylem klasycznym | 34:17,82   | -        | -                |
| 1.      | 9 lutego  | 1972 | Sapporo     | 5 km stylem klasycznym  | 30:13,41   | -        | -                |
| 1.      | 12 lutego | 1972 | Sapporo     | Sztafeta 3 × 5 km       | 48:46,15   | -        | -                |
| DSQ     | 7 lutego  | 1976 | Innsbruck   | 5 km stylem klasycznym  | 15:48,69   | -        | Helena Takalo    |
| 3.      | 10 lutego | 1976 | Innsbruck   | 10 km stylem klasycznym | 30:13,41   | +25,20   | Raisa Smietanina |
| 1.      | 12 lutego | 1976 | Innsbruck   | Sztafeta 4 × 5 km       | 1:07:49,75 | -        | -                |
| 6.      | 15 lutego | 1980 | Lake Placid | 5 km stylem klasycznym  | 15:06,92   | +22,66   | Raisa Smietanina |
| 5.      | 18 lutego | 1980 | Lake Placid | 10 km stylem klasycznym | 30:31,54   | +26,92   | Barbara Petzold  |
| 2.      | 21 lutego | 1980 | Lake Placid | Sztafeta 4 × 5 km       | 1:02:11,10 | +1:07,20 | NRD              |

### Mistrzostwa świata
| Miejsce | Dzień     | Rok  | Miejscowość   | Konkurencja             | Czas biegu | Strata  | Zwyciężczyni     |
| ------- | --------- | ---- | ------------- | ----------------------- | ---------- | ------- | ---------------- |
| 1.      | 16 lutego | 1970 | Wysokie Tatry | 5 km stylem klasycznym  | 18:07,89   | -       | -                |
| 3.      | 18 lutego | 1970 | Wysokie Tatry | 10 km stylem klasycznym | 36:19,00   | +47,04  | Alewtina Olunina |
| 1.      | 20 lutego | 1970 | Wysokie Tatry | Sztafeta 3 × 5 km       | 54:32,18   | -       | -                |
| 1.      | 18 lutego | 1974 | Falun         | 5 km stylem dowolnym    | 15:17,42   | -       | -                |
| 1.      | 20 lutego | 1974 | Falun         | 10 km stylem klasycznym | 31:25,78   | -       | -                |
| 1.      | 24 lutego | 1974 | Falun         | Sztafeta 4 × 5 km       | 1:02:57,39 | -       | -                |
| 4.      | 18 lutego | 1978 | Lahti         | 10 km stylem klasycznym | 37:01,72   | +28,37  | Zinaida Amosowa  |
| 4.      | 20 lutego | 1978 | Lahti         | 5 km stylem klasycznym  | 18:53,50   | +15,33  | Helena Takalo    |
| 3.      | 22 lutego | 1978 | Lahti         | Sztafeta 4 × 5 km       | 1:13:25,08 | +14,80  | Finlandia        |
| 2.      | 25 lutego | 1978 | Lahti         | 20 km stylem klasycznym | 1:13:00,85 | +7,26   | Zinaida Amosowa  |
| 10.     | 19 lutego | 1982 | Oslo          | 10 km stylem dowolnym   | 29:25,9    | 1:08,9  | Berit Aunli      |
| 13.     | 21 lutego | 1982 | Oslo          | 5 km stylem dowolnym    | 14:30,2    | +36,9   | Berit Aunli      |
| 2.      | 24 lutego | 1982 | Oslo          | Sztafeta 4 × 5 km       | 1:02:15,9  | +13,7   | Norwegia         |
| 5.      | 26 lutego | 1982 | Oslo          | 20 km stylem klasycznym | 1:06:16,9  | +1:33,7 | Raisa Smietanina |

### Puchar Świata
W sezonach 1973/1974 - 1980/1981 Puchar Świata rozgrywany był nieoficjalnie.

#### Miejsca w klasyfikacji generalnej
- sezon 1978/1979: 1.
- sezon 1981/1982: 22.

#### Miejsca na podium
1. Kawgołowo – 6 stycznia 1979 (10 km) – 1. miejsce
2. Le Brassus – 20 stycznia 1979 (10 km) – 3. miejsce
3. Falun – 24 lutego 1979 (20 km) – 1. miejsce
4. Lahti – 3 marca 1979 (10 km) – 1. miejsce
5. Oslo – 10 marca 1979 (10 km) – 1. miejsce